# Borgund stavkirke
Kościół klepkowy w Borgund (Borgund stavkirke) – jedyny klepkowy (słupowy) kościół Norwegii, który dotrwał do naszych czasów w nienaruszonym stanie. Znajduje się w miejscowości Borgund, w gminie Lærdal, w okręgu Sogn og Fjordane.
Świątynię pw. św. Andrzeja wzniesiono ok. 1150 roku. Cały kościół jest zbudowany wyłącznie z drewna. W jego wnętrzu nie ma ław, zdobień, ani sztucznego oświetlenia. Światło wpada jedynie przez wąskie okna, które pierwotnie były okrągłymi otworami w ścianach. Konstrukcja opiera się na dwunastu podporach, które pełnią funkcję nośną i wyznaczają nawę główną kościoła. Wokół niej znajdują się krzyże św. Andrzeja. Ambona pochodzi z XVI wieku. Ołtarz ozdobiony jest XVII-wiecznym malowidłem. Elewację kościoła ozdobiono rzeźbami fantastycznych zwierząt, głowami smoków i runicznymi inskrypcjami. Zachodnie drzwi kościoła zachowały swój romański charakter. Pokryte są motywami winorośli oraz walki smoków. Dach kościoła, kryty gontem, wspiera się na skomplikowanej ramie z krokwi i łączników. Rama ta tworzy ciekawą architektoniczną całość. Wieża ma budowę trójkondygnacyjną. Obok kościoła znajduje się dzwonnica ze średniowiecznym dzwonem.
Od czasu reformacji świątynia należy do Kościoła Norwegii.
Na poręczy galerii kościoła wyryta jest inskrypcja runiczna o treści: „Thori wyciął te runy w wieczór Świętego Olafa, gdy tędy przejeżdżał. Norny uczyniły go jednocześnie dobrym i złym człowiekiem, a mnie sprawiły wiele przykrości”.